# Vogt (Familienname)
Vogt ist ein deutscher Familienname.

## Herkunft und Bedeutung

Relative Häufigkeit des Namens Vogt in Deutschland.

Vogt ist ein Berufsname des Vogtes (lateinisch advocatus, ‚der Hinzu-/Herbeigerufene‘, siehe „Rechtsbeistand“). Es war ein herrschaftlicher, meist adliger Beamter des Mittelalters und der frühen Neuzeit. Ähnliche Berufsnamen, die sich auch als Familienname erhalten haben, sind Meier oder Schultheiß.

## Varianten
- Voght
- Voigt, gesprochen wie Vogt mit Dehnungs-i
- Voight
- Voit
- Vogtt
- Fauth
- Altevogt
- (Vojgt), Schreibweise in Polen

in Süddeutschland und der Schweiz:
- Vögtle
- Vögtlin

## Namensträger

### A
- Achim Vogt (* 1970), liechtensteinischer Skirennläufer
- Adelgunde Vogt (1811–1892), dänische Bildhauerin
- Adolf Vogt (Maler) († 1871), deutsch-amerikanischer Maler
- Adolf Vogt (Mediziner) (1823–1907), deutsch-schweizerischer Mediziner, Hochschullehrer und Politiker
- Adolf Max Vogt (1920–2013), Schweizer Journalist, Kunst- und Architekturhistoriker und Hochschullehrer
- Adrian Vogt (* 1999), Schweizer Webvideoproduzent
- Albert Vogt (Orientalist) (1634–1676), deutscher Orientalist und Theologe
- Albert Vogt (Byzantinist) (1874–1942), Schweizer Byzantinist und Kirchenhistoriker
- Albert Vogt (Maler), deutscher Maler
- Albert Vogt, eigentlicher Name von B. Gravelott (1922–1998), deutscher Mundartautor und Verleger

- Alexander Vogt (Politiker, Oktober 1978) (* 1978), deutscher Politiker, Oberbürgermeister von Halle (Saale)
- Alexander Vogt (Politiker, Dezember 1978) (* 1978), deutscher Politiker
- Alexandra Vogt (* 1970), deutsche Malerin, Fotografin und Videokünstlerin
- Alfred Vogt (Mediziner) (1879–1943), Schweizer Ophthalmologe
- Alfred Vogt (Konstrukteur) (1917–2002), deutscher Segelflugzeugkonstrukteur
- Alfred Elton van Vogt (A. E. van Vogt; 1912–2000), US-amerikanischer Autor
- Alois Vogt (1906–1988), liechtensteinischer Politiker
- Andreas Vogt (Politiker, 1880) (1880–1958), liechtensteinischer Politiker (VP)
- Andreas Vogt (Politiker, 1918)  (1918–2002), liechtensteinischer Politiker (VU)
- Andreas Vogt (Fußballspieler) (* 1958), deutscher Fußballspieler
- Andreas Vogt (Historiker) (* 1962), namibischer Historiker
- Andreas Vogt (Musiker) (* 1968), deutscher Schlagzeuger, Komponist und Musikpädagoge
- Angelina Vogt (* 1994), deutsche Weinkönigin
- Anne-Kathrin Vogt (* 1968), deutsche Basketballspielerin
- Annette Vogt (* 1952), deutsche Wissenschaftshistorikerin
- Anton Vogt (Bibliothekar) († nach 1529), Bibliothekar des Klosters St. Gallen
- Anton Vogt (Politiker) (1891–1976), deutscher Politiker (NSDAP), MdR
- Arnold Vogt (1952–2004), deutscher Museumspädagoge
- Arthur Vogt (1917–2003), Schweizer Revisionist
- Artur Vogt (1894–1964), deutscher Politiker (KPD)
- August Vogt (Funktionär), deutscher Arbeiterfunktionär
- August Vogt (Unternehmer) (1861–1924), deutscher Unternehmer, siehe Hiro Lift #Die Brüder Vogt (1900–1934)
- August Vogt (Heimatforscher) (1913–2009), deutscher Lehrer und Heimatforscher
- Augustus Stephen Vogt (1861–1926), kanadischer Musikpädagoge, Chorleiter, Organist und Komponist

### B
- Basil Vogt (1878–1939), liechtensteinischer Zimmermann, Landwirt und Politiker
- Benjamin Vogt (* 1999), liechtensteinischer Fußballspieler
- Bernd Vogt (* 1959), deutscher Fotograf und Bildhauer
- Bernhard Vogt (* 1964), deutscher Historiker
- Bertrand Vogt (1857–1936), Schweizer Industrieller, Wirtschaftsführer, Mäzen und Politiker
- Bruce Vogt (* 1950), kanadischer Pianist und Musikpädagoge
- Bruno Vogt (* 1960), liechtensteinischer Fußballspieler
- Burkhard Vogt (* 1955), deutscher Archäologe

### C
- Carina Vogt (* 1992), deutsche Skispringerin
- Carl Vogt (1817–1895), deutsch-schweizerischer Naturwissenschaftler und Politiker
- Carl de Vogt (1885–1970), deutscher Schauspieler
- Carl Friedrich Gustav Vogt (1839–1886), deutscher Naturwissenschaftler und Pädagoge
- Carmen Vogt-Beheim (* 1966), deutsche Juristin
- Carola Vogt-Breyer, deutsche Ingenieurin im Fachbereich des Bauingenieurwesens
- Caspar Christian Vogt von Elspe (1632–1701/1703), deutscher Geschichtsschreiber und Drost
- Caspar Vogt von Wierandt (* um 1500; † 1560), deutscher Baumeister
- Catrin Vogt, deutsche Filmeditorin
- Cécile Vogt (1875–1962), französische Neurologin
- Céline Vogt (* 1990), deutsche Synchronsprecherin, Tänzerin und Darstellerin
- Charles Hans Vogt (1906–1978), deutscher Schauspieler
- Christian Vogt (Fotograf) (* 1946), Schweizer Fotograf
- Christian Vogt (Schriftsteller) (* 1979), deutscher Physiker und Schriftsteller
- Christian Vogt (Politiker) (* 1979), deutscher Politiker (CDU)
- Christine Vogt (* 1967), deutsche Kunsthistorikerin und Museumsdirektorin
- Christopher Vogt (* 1984), deutscher Politiker (FDP), MdL
- Claudia Vogt (* 1969), deutsche Schauspielerin
- Claudia Theune-Vogt (* 1959), deutsche Archäologin, siehe Claudia Theune
- Claus Vogt (Bankmanager) (* 1963), deutscher Bankmanager und Publizist
- Claus Vogt (Fußballfunktionär) (* 1969), deutscher Unternehmer und Fußballfunktionär
- Conrad Vogt (Dichter) (1634–1691), deutscher Dichter und Ethnologe
- Conrad Vogt-Svendsen (1914–1973), norwegischer Seemannspastor

### D
- Dagmar Vogt (* 1960), deutsche Malerin und Bildhauerin
- Daniel Vogt (* 1972), liechtensteinischer Skirennläufer
- Daniela Vogt (* 1978), deutsche Handballspielerin
- David Vogt (um 1529–1589), deutscher evangelischer Theologe, siehe David Voit
- David Vogt (* 1975), deutscher Gitarrist (Powerwolf) und Musikproduzent, siehe Charles Greywolf
- David Vogt (Musikproduzent) (auch David Voigt), deutscher Musikproduzent (Beatgees)
- David Vogt (Fußballspieler) (* 2000), deutscher Fußballspieler
- Dennis Vogt (* 1978), deutscher Fußballspieler
- Dieter Vogt (Zoologe) (1927–2020), deutscher Ichthyologe und Aquarianer
- Dieter Vogt (Chemiker) (* 1962), deutscher Chemiker
- Dietrich Schmidt-Vogt (* 1954), deutscher Geowissenschaftler und Hochschullehrer
- Dominik Vogt (* 1998), deutscher Handballspieler

### E
- Eckhart Vogt (1898–1977), deutscher Physiker
- Econ Z. Vogt (1918–2004), US-amerikanischer Kulturanthropologe
- Eduard Vogt (1841–1913), deutscher Orgelbauer
- Edwin Brunner-Vogt (1845–1920), Schweizer Ingenieur
- Elke Tober-Vogt (* 1957), deutsche Musikerin, Komponistin und Musikverlegerin
- Emanuel Vogt (Politiker) (1922–1999), liechtensteinischer Politiker (FBP)
- Emanuel Vogt (Komponist) (1925–2007), deutscher Komponist
- Emil Vogt (Jurist) (1820–1883), Schweizer Jurist
- Emil Vogt (Politiker) (1848–1930), deutscher Apotheker und Politiker (NLP), MdL Hessen
- Emil Vogt (Architekt) (1863–1936), Schweizer Architekt
- Emil Vogt (Prähistoriker) (1906–1974), Schweizer Prähistoriker
- Emma Müller-Vogt (1853–1936), Schweizer Frauenrechtlerin
- Ernesto Vogt (auch Ernst Vogt; 1903–1984), Schweizer Theologe
- Ernst Vogt (Dichter) (1874–1956), Schweizer Dichter und Liedtexter
- Ernst Vogt (Historiker) (1877–1918), deutscher Historiker und Hochschullehrer
- Ernst Vogt (Önologe) (1890–1972), deutscher Önologe
- Ernst Vogt (Altphilologe) (1930–2017), deutscher Altphilologe und Hochschullehrer
- Ernst Vogt (Journalist) (* 1955), deutscher Alpinjournalist und Moderator
- Eskil Vogt (* 1974), norwegischer Drehbuchautor und Filmregisseur
- Erwin Vogt (1931–2022), Schweizer Sportschütze
- Eugen Vogt (1909–1997), Schweizer Förderer der Laien- und Jugendbewegung
- Ewald Vogt (1905–1933), deutscher Widerstandskämpfer

### F
- Fabian Vogt (* 1967), deutscher Schriftsteller und Pastor
- Frantz Vogt (auch Franz Vogt; 1661–1736), deutscher Theologe und Dichter
- Franz Vogt (Gewerkschafter) (1899–1940), deutscher Gewerkschafter, Politiker (SPD) und Widerstandskämpfer
- Franz Vogt (Unternehmer) (1920–2006), deutscher Unternehmer und Verbandsfunktionär
- Franz Vogt (Regierungspräsident) (* 1935), deutscher Regierungspräsident
- Franz Johann Vogt von Altensumerau und Prasberg (1611–1689), deutscher Fürstbischof von Konstanz
- Franz-Josef Vogt (Orgelforscher) (1944–2019), deutscher Orgelforscher und -sachverständiger
- Franz-Josef Vogt (* 1985), liechtensteinischer Fußballspieler
- Friedrich Vogt (Germanist) (1851–1923), deutscher Historiker, Philologe und Germanist
- Friedrich Vogt (Politiker, 1852) (1852–1935), deutscher Gutsbesitzer und Politiker, MdR
- Friedrich Vogt (Politiker, 1921) (1921–2009), deutscher Politiker (SPD), Bürgermeister von Detmold
- Friedrich Vogt (Fußballspieler) (* 1925), deutscher Fußballspieler
- Friedrich August Vogt (1812–1893), deutscher Mediziner
- Fritz Vogt (Bürgermeister) (1906–2002), deutscher Jurist, Politiker (NSDAP) und Bürgermeister von Meersburg 1937–1945
- Fritz Vogt (1916–1996), deutscher Jurist und Politiker (FDP)
- Fritz Vogt (Kaufmann) (1921–2012), Schweizer Kaufmann, Journalist und Fleckvieh-Fotograf

### G
- Gabriele Vogt (* 1972), deutsche Japanologin
- Georg Vogt (Politiker, 1824) (1824–1888), deutscher Politiker (DP), MdL Württemberg
- Georg Vogt (Politiker, 1879) (1879–1943), liechtensteinischer Politiker (FBP)
- Georg Vogt (Maler) (1881–1956), deutscher Maler und Kunstgewerbler
- Georg Vogt (Politiker, 1946) (* 1946), liechtensteinischer Politiker (VU)
- Georg Heinrich Vogt (1809–1889), deutscher Theologe und Politiker, MdL Bayern
- Gerhard Vogt (Schauspieler) (1927–2005), deutscher Schauspieler
- Gerhard Vogt (Fußballspieler) (1933–2003), deutscher Fußballspieler
- Gerhard Vogt (Dokumentarfilmer) (1934–2014), deutscher Dokumentarfilmer
- Gerhard Vogt (Musikverleger) (* 1942), deutscher Musikverleger, Musikpädagoge und Kulturförderer
- Gideon Vogt (1830–1904), deutscher Philologe und Pädagoge
- Gottlieb Vogt (Gottlieb Vogt-Schild; 1879–1964), Schweizer Verleger und Zeitungsgründer
- Gregor Vogt-Spira (* 1956), deutscher Philologe und Hochschullehrer
- Günter Vogt (* 1961), liechtensteinischer Politiker (VU)
- Günther Vogt (* 1957), liechtensteinischer Landschaftsarchitekt
- Gustav Vogt (Jurist) (1829–1901), Schweizer Jurist, Politiker und Journalist
- Gustav Vogt (Pfarrer) (1890–1942), deutscher Pfarrer
- Gustave Vogt (1781–1870), französischer Oboist und Komponist

### H
- Hannah Vogt (1910–1994), deutsche Schriftstellerin
- Hannelore Vogt (* 1958), deutsche Bibliothekarin und Kulturmanagerin
- Hans Vogt (Mediziner) (1874–1963), deutscher Kinderarzt
- Hans Vogt (Ingenieur) (1890–1979), deutscher Ingenieur
- Hans Vogt (Manager) (1900–nach 1971), deutscher Ökonom, Wirtschaftsmanager und Verbandsfunktionär
- Hans Vogt (Sprachwissenschaftler) (1903–1986), norwegischer Sprachwissenschaftler und Hochschullehrer
- Hans Vogt (Verleger) (Hans Vogt-Kofmehl; 1906–1964), Schweizer Drucker und Verleger
- Hans Vogt (Komponist, 1909) (1909–1978), Schweizer Komponist
- Hans Vogt (Komponist, 1911) (1911–1992), deutscher Komponist
- Hans Vogt (Pharmazeut) (1913–1991), deutscher Pharmazeut , ordentlicher Professor für Pharmazeutische Verfahrenstechnik
- Hans Vogt (Heimatforscher) (1924–2015), deutscher Jurist und Heimatforscher
- Hans Vogt (Politiker) (* 1951), deutscher Politiker (SPD)
- Hans-Heinrich Vogt (* 1927), deutscher Pädagoge und Autor
- Hans-Peter Vogt (* 1950), deutscher Autor
- Hans-Ueli Vogt (* 1969), Schweizer Rechtswissenschaftler und Politiker
- Hans-Wilhelm Vogt (1932–2020), deutscher Arrangeur, Komponist, Produzent und Akkordeonist
- Hansy Vogt (* 1967), deutscher Fernsehmoderator und Sänger
- Harry Vogt (* 1956), deutscher Produzent und Musikredakteur
- Heidrun Vogt, deutsche Insektenkundlerin und Ökologin
- Heinrich Vogt (Propst) († 1500), Schweizer Propst und Hochschullehrer
- Heinrich Vogt (Mediziner) (1875–1957), deutscher Neurologe
- Heinrich Vogt (Astronom) (1890–1968), deutscher Astronom
- Heinrich Vogt (Politiker) (1901–1943), deutscher Politiker (NSDAP)
- Heinrich Vogt (Rechtshistoriker) (1910–1990), deutscher Rechtshistoriker und Hochschullehrer
- Heinz Vogt (* 1968), liechtensteinischer Politiker
- Helmut Vogt (Schriftsteller) (1901–1953), deutscher Schriftsteller
- Helmut Vogt (Mediziner) (1909–1989), deutscher Internist, Erforscher der Haffkrankheit
- Helmut Vogt (Bibliothekar) (1926–1994), deutscher Bibliothekar
- Helmut Vogt (Erziehungswissenschaftler) (* 1949), deutscher Erziehungswissenschaftler
- Helmut Vogt (Historiker) (* 1951), deutscher Lehrer und Historiker
- Helmut Schmidt-Vogt (1918–2008), deutscher Forstwissenschaftler
- Hendrik Vogt (* 1986), deutscher Schauspieler und Produzent
- Henning Vogt (* 1972), deutscher Schauspieler
- Henri Vogt (1864–1927), französischer Mathematiker
- Hermann Vogt (Schriftsteller) (1835–1889), deutscher Militärschriftsteller
- Hermann Vogt (Fabrikant) (1868–1912), Schweizer Fabrikant und Pionier der Drahtindustrie
- Hermann Vogt (General, 1915) (1915–1978), deutscher Generalmajor der Nationalen Volksarmee
- Hermann Vogt (General, 1922) (1922–2021), deutscher Generalmajor der Bundeswehr
- Hermann Josef Vogt (1932–2015), deutscher Geistlicher, Theologe, Althistoriker und Patrologe
- Holger Vogt (* 1943), deutscher Maler und Grafiker
- Hubert Vogt (1936–2016), deutscher Bauingenieur und Politiker

### I
- Ingolf Vogt-Moykopf (1931–2015), deutscher Chirurg und Verbandsfunktionär
- Irene Vogt (geb. Irene Bildstein; * 1956), österreichische Politikerin (FPÖ)
- Irmgard Vogt (* 1941), deutsche Psychologin und Soziologin

### J
- Jacqueline Vogt (* 1969), liechtensteinische Skirennläuferin
- Jakob Vogt (1902–1985), deutscher Gewichtheber
- Jasper Vogt (* 1945), deutscher Schauspieler
- Jean Vogt (1823–1888), deutscher Komponist
- Jochen Vogt (1943–2025), deutscher Germanist und Literaturwissenschaftler
- Johan Herman Lie Vogt (1858–1932), norwegischer Geologe und Mineraloge
- Johann Vogt (Augustiner) (um 1455–1524/1525), Augustiner, Prior von Magdeburg
- Johann Vogt (Drucker) († 1625), deutscher Drucker
- Johann Vogt (Theologe) (1695–1764), deutscher Theologe und Historiker
- Johann Vogt (1823–1888), deutscher Komponist, Pianist, Organist und Musiklehrer, siehe Jean Vogt
- Johann Adam Vogt (1773–1845), deutscher Politiker, Bürgermeister von Helsa
- Johann Gustav Vogt (1843–um 1920), deutscher Naturforscher und Philosoph
- Johann Michael Vogt (1729–1803), deutscher Geistlicher und Naturforscher
- Johann Peter Vogt (1621–1679), dänischer Obrist, Kommandant von Wismar
- Johanna Vogt (1862–1944), deutsche Frauenrechtlerin
- Johannes Vogt (1872–1950), deutscher Ministerialbeamter
- John W. Vogt Jr. (1920–2010), US-amerikanischer General der Air Force
- Jolanda Vogt-Kindle (* 1965), liechtensteinische Skirennläuferin
- Jordan Vogt-Roberts, US-amerikanischer Regisseur und Drehbuchautor
- Jørgen Herman Vogt (1784–1862), norwegischer Jurist, Beamter und Politiker
- Josef Vogt (Politiker, 1788) (1788–1834), deutscher Beamter und Politiker, MdL Württemberg
- Josef Vogt (Ingenieur) (1862?–1904), deutscher Maschinenbauingenieur
- Josef Vogt (SS-Mitglied, 1884) (1884–1967), deutscher Beamter und SS-Standartenführer (WVHA)
- Josef Vogt (SS-Mitglied, 1897) (1897–1947), deutscher Polizeibeamter und SS-Sturmbannführer (RSHA)
- Josef Vogt (Politiker, 1908) (1908–1996), deutscher Politiker (BCSV, CDU), MdL Baden und Baden-Württemberg
- Joseph Vogt (Industrieller) (1847–1922), französischer Industrieller
- Joseph Vogt (Bischof) (1865–1937), deutscher Theologe und Geistlicher, Bischof von Aachen
- Joseph Vogt (Althistoriker) (1895–1986), deutscher Althistoriker
- Judith C. Vogt (* 1981), deutsche Autorin
- Jürgen Vogt (* 1958), deutscher Erziehungswissenschaftler

### K
- Karl Vogt (Jurist) (1878–1960), deutscher Japanologe und Anwalt
- Karl Vogt (Politiker, 1883) (1883–1952), deutscher Politiker (CDU), MdL Württemberg-Baden
- Karl Vogt (Politiker, 1915) (1915–1997), deutscher Politiker, Landrat in Bitburg (Bezirk Trier)
- Karl Vogt (Ingenieur) (1923–2022), deutscher Ingenieur und Hochschullehrer für Elektromaschinen
- Karl Vogt (1926–1988), deutscher Sänger, Mitglied von Peterlesboum
- Karl Fischer-Vogt (1868–1927), Schweizer Unternehmer
- Karl Anton Vogt (Pseudonym Konrad Vauth; 1899–1951), deutscher Schriftsteller und Politiker
- Karl August Traugott Vogt (auch Carl Vogt; 1808–1869), deutscher Theologe
- Karl-Heinz Vogt (Politiker) (1919–1988), deutscher Politiker (CDU, CSU)
- Karl-Heinz Vogt (Theologe) (* 1938), niederländisch-deutscher Theologe und Kirchenfunktionär
- Karl-Heinz Vogt (Fußballspieler) (1945–2025), deutscher Fußballspieler
- Kaspar Vogt (1584–1644), deutscher Bildhauer und Baumeister
- Karsten Vogt (* 1971), deutscher Politiker (CDU)
- Kathleen Vogt (* 1959), kanadische Eisschnellläuferin
- Katja Maria Vogt (* 1968), deutsche Philosophin
- Kevin Vogt (* 1991), deutscher Fußballspieler
- Klaus Vogt (Mediziner) (* 1936), deutscher Mediziner
- Klaus Vogt (Architekt) (* 1938), Schweizer Architekt
- Klaus Vogt (Zoologe) (1945–2008), deutscher Zoologe und Neurobiologe
- Klaus Florian Vogt (* 1970), deutscher Sänger (Tenor)
- Kristina Vogt (* 1965), deutsche Politikerin (Die Linke)

### L
- Lars Vogt (1970–2022), deutscher Pianist und Dirigent
- Laura Vogt (* 2001), deutsche Fußballspielerin
- Lena Vogt (* 1986), deutsche Schauspielerin und Synchronsprecherin
- Leonhard Vogt (1837–1928), deutscher Kunstschreiner und Bildhauer
- Lothar Vogt (* 1952), deutscher Schachspieler
- Ludgera Vogt (* 1962), deutsche Soziologin
- Ludwig Vogt (1873–1957), deutscher Generalmajor und Funktionär des Wehrsportes
- Luis Vogt (* 2002), deutscher Skirennläufer
- Lutz Vogt (* 1968), deutscher Sportwissenschaftler und Hochschullehrer

### M
- Maike Vogt-Lüerssen (* 1956), deutsche Historikerin
- Maja Wicki-Vogt (1940–2016), Schweizer Philosophin
- Manfred Vogt (Kanute) (* 1935), deutscher Kanute
- Manfred Vogt (Politiker) (* 1988), österreichischer Politiker (FPÖ)
- Marc-André Vogt (* 2000), Schweizer Unihockeyspieler
- Margaretha Vogt, als Hexe verfolgte, aber freigelassene Frau, siehe Hexenprozesse in Borchen
- Marguerite Vogt (1913–2007), deutsch-US-amerikanische Virologin
- Maria Vogt (Biobäuerin) (* um 1960), österreichische Biobäuerin, Delegierte der Frauenkommission der Via Campesina, Kommunalpolitikerin, Kabarettistin
- Maria Vogt (* 1980), deutsche Schauspielerin
- Marie Vogt (* 2005), deutsche Tennisspielerin
- Marina Vogt (* 1981), deutsche Fußballspielerin
- Mario Vogt (* 1992), deutscher Radrennfahrer
- Marko Vogt (* 1971), deutscher Moderator und Sprecher
- Markus Vogt (Sozialethiker) (* 1962), deutscher Sozialethiker und Hochschullehrer
- Markus Vogt (Ruderer) (* 1965), deutscher Ruderer und Unternehmer
- Marthe Louise Vogt (1903–2003), deutsche Pharmakologin
- Martin Vogt (Musiker) (1781–1854), deutscher Organist, Cellist und Komponist
- Martin Vogt (Historiker) (1936–2019), deutscher Historiker
- Martina den Hertog-Vogt (* 1961), deutsche Übersetzerin
- Matthias Vogt (Historiker) (* 1963), deutscher Historiker, Manager und Autor
- Matthias Vogt (Musiker) (* 1970), deutscher Musikproduzent und Pianist
- Matthias Theodor Vogt (* 1959), deutscher Kulturhistoriker
- Mauritius Johann Vogt (eigentlich Johann Georg Vogt; 1669–1730), deutscher Priester
- Max Vogt (Architekt) (1925–2019), Schweizer Architekt
- Max Vogt (Richter) (* 1935), deutscher Richter
- Meike Vogt, Klimawissenschaftlerin und Meeresökologin
- Michael Vogt (Mediziner) (* 1963), deutscher Mediziner und Verbandsfunktionär
- Michael Vogt (Comicautor) (* 1966), deutscher Comicautor
- Michael Vogt (Physiker) (* 1970), deutscher Physiker und Museumsdirektor
- Michael Vogt (Bobfahrer) (* 1997), Schweizer Bobfahrer
- Michael Friedrich Vogt (1953–2025), deutscher Journalist und Autor
- Miriam Vogt (Malerin) (* 1959), deutsche Malerin
- Miriam Vogt (Skirennläuferin) (* 1967), deutsche Skirennläuferin
- Mirko Vogt (* 1972), deutscher Fußballspieler
- Monika Vogt (* vor 1967), deutsche Historikerin

### N
- Nedim Peter Vogt (* 1952), Schweizer Rechtsanwalt und Hochschullehrer
- Nicolaus Vogt (auch Niklas Vogt; 1756–1836), deutscher Historiker und Politiker
- Nicole Vogt (* 1987), US-amerikanische Bobsportlerin
- Nikolaus Vogt (1490–1564/1565), deutscher Jurist und Kanzler
- Nils Collett Vogt (1864–1937), norwegischer Schriftsteller

### O
- Oliver Vogt (Designer) (* 1966), deutscher Designer und Hochschullehrer
- Oliver Vogt (Tennisspieler) (* 1971), deutscher Tennisspieler
- Oliver Vogt (Politiker) (* 1977), deutscher Politiker
- Oliver Vogt (Basketballspieler) (* 1980), Schweizer Basketballspieler
- Oscar Vogt (1927–2014), Schweizer Physiker und Industrieller
- Oskar Vogt (1870–1959), deutscher Neuropathologe
- Otto Vogt (Kaufmann) (1852–1932), deutscher Kaufmann und Politiker, MdL Hessen-Nassau
- Otto Vogt (Oberamtmann, 1854) (1854–nach 1900), deutscher Verwaltungsbeamter
- Otto Vogt (Oberamtmann, 1856) (1856–1929), deutscher Verwaltungsbeamter
- Otto Vogt (Bildhauer) (1911–1981), deutscher Bildhauer

### P
- Paul Vogt (Mediziner, 1844) (1844–1885), deutscher Chirurg und Hochschullehrer
- Paul Vogt (Jurist) (1877–nach 1964), deutscher Jurist und Richter
- Paul Vogt (Pfarrer) (1900–1984), Schweizer Pfarrer
- Paul Vogt (Bildhauer) (1907–2003), Schweizer Bildhauer
- Paul Vogt (Kunsthistoriker) (1926–2017), deutscher Kunsthistoriker
- Paul Vogt (Politiker) (* 1952), liechtensteinischer Politiker
- Paul Vogt (Mediziner, 1957) (* 1957), Schweizer Chirurg und Hochschullehrer
- Paul Vogt (Schauspieler) (* 1964), US-amerikanischer Schauspieler
- Peter Vogt (Politiker, 1822) (1822–1886), Schweizer Förster und Politiker
- Peter Vogt (Politiker, 1897) (1897–1941), deutscher Politiker (NSDAP) und SA-Führer
- Peter Vogt (Schwinger) (1924–1979), Schweizer Schwinger
- Peter Vogt (Maler) (1944–2013), deutscher Maler
- Peter Vogt (Politiker, 1952) (* 1952), Schweizer Politiker (CVP)
- Peter Vogt (Staatsanwalt) (* 1957), deutscher Staatsanwalt
- Peter K. Vogt (* 1932), deutsch-amerikanischer Molekularbiologe, Virologe und Genetiker
- Peter M. Vogt (* 1958), deutscher Plastischer Chirurg
- Petra Vogt, Geburtsname von Petra Kandarr (1950–2017), deutsche Leichtathletin
- Petra Vogt (Politikerin) (* 1969), deutsche Politikerin (CDU)
- Philipp Friedrich Wilhelm Vogt (1789–1861), deutsch-schweizerischer Mediziner
- Pierre Liotard-Vogt (1909–1987), französischer Manager, CEO und Präsident des Verwaltungsrates von Nestlé

### R
- Rainer Vogt (1942–2015), deutscher Mathematiker
- Raphaël Vogt (* 1976), deutscher Schauspieler
- Renate Vogt (* 1951), deutsche Bibliothekarin
- René Vogt (* 1947), Schweizer Automobilrennfahrer
- Richard Vogt (Fotograf) (1805–1861), deutscher Juwelier und Fotograf
- Richard Vogt (Ingenieur) (1894–1979), deutscher Ingenieur und Flugzeugkonstrukteur
- Richard Vogt (Boxer) (1913–1988), deutscher Boxer
- Richard Carl Vogt (1949–2021), US-amerikanischer Herpetologe
- Robert Vogt (Fabrikant) (1857/1858–1907), Schweizer Uhrenfabrikant
- Robert Vogt (Architekt) (1881–1958), Schweizer Architekt und Baubeamter
- Roland Vogt (1941–2018), deutscher Politiker (Bündnis 90/Die Grünen)
- Rolf Vogt (Psychoanalytiker) (* 1939), deutscher Psychoanalytiker
- Rolf Vogt (Designer) (Rolf Arvi Vogt; * 1967), deutscher Grafiker und Designer
- Rudi Vogt (Rudolf Vogt; 1933–2018), deutscher Basketballspieler
- Rudolf Vogt (Verwaltungsjurist) (1856–1926), deutscher Verwaltungsjurist
- Rudolf Vogt (Ingenieur) (1927–2007), deutscher Ingenieur und Hochschullehrer

### S
- Sabine Vogt (* 1970), deutsche Klassische Philologin
- Sascha Vogt (* 1980), deutscher Politiker (SPD)
- Sibylle Vogt (* 1995), Schweizer Rennreiterin
- Siegfried Vogt (1912 oder 1913–1998), deutscher Maler
- Silke Vogt-Deppe (* 1958), deutsche Politikerin (SPD), MdHB
- Silvio Vogt (* 1962), liechtensteinischer Fußballspieler
- Simone Vogt, deutsche Klassische Archäologin und Numismatikerin
- Sixt Werner Vogt von Altensumerau und Prasberg (1575–1627), deutscher Fürstbischof von Konstanz
- Sonka Vogt, deutsche Schauspielerin
- Stephan Vogt (* 1987), deutscher Eishockeyspieler
- Stephanie Vogt (* 1990), liechtensteinische Tennisspielerin
- Steven Vogt (* 1949), US-amerikanischer Astronom und Physiker

### T
- Theodor Vogt (Pädagoge) (1835–1906), deutsch-österreichischer Pädagoge
- Theodor Vogt (Zoologe) (1881–1932), deutscher Zoologe
- Thomas Vogt (Geistlicher) (1766–1825), deutscher Geistlicher und Schriftsteller
- Thomas Vogt (Fußballspieler) (* 1961), deutscher Fußballtorwart
- Thomas Vogt (Politiker) (* 1976), liechtensteinischer Politiker (VU) und Tischtennisspieler
- Thomas Vogt, eigentlicher Name von Tommy Reeve (* 1980), deutscher Sänger
- Tobias Vogt (Politiker, 1825) (1825–??), deutscher Verwaltungsbeamter und Politiker, MdL Württemberg
- Tobias Vogt (Kunsthistoriker) (* 1970), deutscher Kunsthistoriker und Hochschullehrer
- Tobias Vogt (Dramaturg) (* 1973), deutscher Dramaturg
- Tobias Vogt (Politiker, 1985) (* 1985), deutscher Politiker (CDU), MdL Baden-Württemberg
- Tobias Vogt (Politiker, 1988) (* 1988), deutscher Politiker (CDU), MdL Rheinland-Pfalz
- Tom Vogt (Thomas Vogt; * 1957), deutscher Synchronsprecher und Schauspieler
- Tony Vogt (* 1989), deutscher Ingenieur
- Traugott Karl August Vogt (1762–1807), deutscher Mediziner

### U
- Ulrich Vogt (Autor) (* 1941), deutscher Lehrer und Autor
- Ulrich Andreas Vogt (* 1952), deutscher Unternehmer und Kultur-Manager
- Ulya Vogt-Göknil (1921–2014), Schweizer Architekturhistorikerin
- Ute Vogt (* 1964), deutsche Politikerin (SPD) und Rechtsanwältin

### V
- Valentin Vogt (* 1960), Schweizer Unternehmer, Manager und Verbandsfunktionär
- Verena Thorn-Vogt (* 1941), schweizerisch-französische Kinderheimgründerin
- Volker Vogt (* 1974), deutscher Arbeitsrechtler

### W
- Waldemar Vogt (1912–1945), deutscher NS-Funktionär
- Walter Vogt (Fabrikant) (1883–1957), Schweizer Uhrenfabrikant
- Walter Vogt (Schriftsteller) (1927–1988), Schweizer Schriftsteller und Psychiater
- Walter Vogt (Politiker) (* 1947), liechtensteinischer Politiker (VU)
- Walther Vogt (Mediziner, 1888) (1888–1941), deutscher Anatom
- Walther Vogt (Mediziner, 1918) (1918–2012), deutscher Pharmakologe
- Walther Heinrich Vogt (1878–1951), deutscher Mediävist
- Waltraud Vogt (1956–2022), deutsche Bridgespielerin
- Werner Vogt (Politiker) (1905–2000), Schweizer Politiker (SP)
- Werner Vogt (Heimatforscher, 1924) (1924–2006), deutscher Historiker und Heimatforscher
- Werner Vogt (Heimatforscher, 1931) (1931–2020), österreichischer Historiker und Heimatforscher
- Werner Vogt (Mediziner) (1938–2023), österreichischer Chirurg und Ombudsmann
- Wilhelm Vogt (Oberamtmann) (1836–1903), deutscher Verwaltungsbeamter
- Wilhelm Vogt (Politiker) (1854–1938), deutscher Politiker
- Wilhelm Vogt (Bibliothekar) (1881–1962), deutscher Bibliothekar und Kunst- und Literaturhistoriker
- Wilko de Vogt (* 1975), niederländischer Fußballspieler
- Winfried Vogt (Ökonom) (* 1935), deutscher Wirtschaftswissenschaftler und Hochschullehrer
- Winfried Vogt (Rennfahrer) (1945–1989), deutscher Automobilrennfahrer
- Winold Vogt (1942–2017), deutscher Jurist und Bibliothekar
- Wolbrand Vogt (1698–1774), deutscher Theologe und Pastor
- Wolfgang Vogt (Politiker, 1913) (1913–2005), deutscher Politiker (FDP/DVP), MdL Baden-Württemberg
- Wolfgang Vogt (Politiker, 1929) (1929–2006), deutscher Politiker (CDU), MdB
- Wolfgang Vogt (Mediziner) (* 1942), deutscher Mediziner, klinischer Chemiker und Hochschullehrer
- Wolfgang R. Vogt (* 1940), deutscher Soziologe und Friedensforscher